# The Fear Market
The Fear Market er en amerikansk stumfilm fra 1920 af Kenneth Webb.

## Medvirkende
- Alice Brady som Sylvia Stone
- Frank Losee
- Harry Mortimer som Ettare Forni
- Richard Hatteras som Oliver Ellis
- Edith Stockton som Laura Hill
- Bradley Barker som Bob Sayres
- Nora Reed som Milly Sayres
- Frederick Burton som Jim Carson
- Alfred Hickman som Dicky Wilkes
- Sara Biala som Emilia Botti